# LMP-2017
Le Mortier léger portable (LMP 2017) est une arme polonaise de calibre 60 mm produite actuellement par Zakłady Mechaniczne Tarnów.

## Opérateurs
- Pologne
- Ukraine, une centaine fournie par la Pologne[1].